# Morcego Humano
Morcego Humano ou Morcego-Homem (em inglês, Man-Bat) é o codinome de  Robert Kirkland Langstrom, um anti-heroi do Universo DC, inimigo do Batman. Foi criado por Frank Robbins e Neal Adams, e sua primeira aparição nos quadrinhos foi em Detective Comics #400 de 1970.
O Morcego Humano, quando em sua forma monstruosa, tem um visual híbrido entre humano e morcego, força e resistência sobre-humanas, capacidade de voo, assim como um sentido de radar igual ao dos morcegos. Sua transformação pode ser controlada por ele, como pode ser contra sua vontade, isto dependendo da situação e época. Do mesmo modo, há períodos em que a mente de Langstrom está plenamente consciente e sob o controle durante a forma Morcego, quando ele ajuda Batman no combate ao crime; e épocas em que ele se torna uma fera instintiva e muito perigosa.

## História
Kirk era um cientista especialista no estudo de morcegos, até o dia em que desenvolveu um soro capaz de dar aos humanos poderes como a audição e a visão dos morcegos, além da capacidade de voar.
Na versão original pré-crise, Kirk era um fã do Homem Morcego e queria obter os poderes de um Homem Morcego de verdade, não esperando que, contra sua vontade, ganhasse aspecto monstruoso. Ele usou o soro em si mesmo, pensando que poderia controlar a mutação, mas se transformou num monstro híbrido de humano e morcego. Nos seu primeiros confrontos com Batman, ele estava tentando roubar um produto das Empresas Wayne capaz de inverter sua transformação, e, por compaixão, Bruce Wayne aplica o antídoto em Langstrom. Mas, depois de um certo tempo, ele faz umas modificações no seu soro, que o permite se transformar em humano ou em morcego na hora que bem quiser, porém, ele fica viciado no soro e não consegue mais se livrar dele.
Na versão de sua origem, criada após a Maxi Série Zero Hora, Kirk criara a fórmula por ser surdo, querendo corrigir seu sistema auditivo. Mas o experimento dá errado e ele se torna um monstro irracional.
Atualmente, Kirk conseguiu controlar seu impulso assassino, por conta da ajuda de Batman e Barbara Gordon, a Oráculo. Eventualmente contribui com o combate ao crime em Gotham City. Ele é casado com Francine Langstrom, tendo filhos com ela. Eventualmente, todos os membros da família conseguem se tornar em Morcegos Humanos.

## Aparições em outras mídias
Ele apareceu em Batman: A Série Animada, onde é um respeitado zoologista de Gotham City, e usa o soro para que não fique surdo. No episódio "Terror No Céu", o Morcego Humano volta a aparecer. Em O Batman, Kirk é um cientista das Empresas Wayne, que usa a tecnologia da Waynetech para obter material necessário para seu soro. Quando Bruce Wayne descobre, ele bebe o soro e se transforma pela primeira vez em Morcego Humano. Em Batman: Arkham Knight Morcego Humano faz parte de uma das side-quests do jogo. No episódio 4x22 da série Gotham, o Morcego Humano aparece dentro de uma igreja, a princípio ele está de cabeça para baixo mas depois ele desce e abre as suas asas assustando dois cidadãos de Gotham City. Em Batman do Futuro, no episódio "Mutantes" é injetado em Batman o produto que transforma humanos em mutantes, Batman se torna Morcego Humano por alguns segundos, Batman foi retratado para ser uma referência ao Morcego Humano, assim como Cintya foi retratada como Hera Venenosa e Jackson Chappel foi retratado como Bane. No longa animado "O Filho do Batman", Langstrom é um cientista que foi ameaçado por Exteminador (Slade Wilson) à criar uma fórmula para transformar seus ninjas em "Morcegos Humanos", ou ele mataria a família de Kirk. Ao contrário das outras versões, o próprio Langstrom não se transforma em um Morcego Humano e ele tem uma família com a qual tem muito medo de perder.